# Navarasa : neuf émotions
Navarasa : neuf émotions (Navarasa) est une série télévisée d'anthologie en langue tamoule indienne de 2021 créée par Mani Ratnam , qui a également collaboré avec Jayendra Panchapakesan,. La série comprend neuf épisodes autonomes basés sur le concept indien des Navarasas.

## Synopsis
Chacun des neuf épisodes représente une émotion différente ou rasa - la colère, la compassion, le courage, le dégoût, la peur, le rire, l'amour, la paix et l'émerveillement.

## Distribution

### Épisode 1
- Vijay Sethupathi : Dheena
- Revathi : Savithri
- Prakash Raj : Sivaraman
- Ashok Selvan : Varun
- Sai Tamhankar : Malli
- Vivek Prasanna : Dorai
- Saraswati Meno :  Seema

### Épisode 2
- Yogi Babu : Velusamy
- Remya Nambeesan : Lakshmi, une enseignante
- Manikuttan : Shanmugam
- Sakthivel : jeune Veluswamy
- Y. Gee. Mahendran : Krishna Iyer
- Aruldoss : Thangarasu

### Épisode 3
- Arvind Swamy : Vishnu, un scientifique qui étudie l'univers et le temps
- Prasanna : Krishna, l'ami de Vishnu
- Sai Siddharth : Kalki, l'assistant de Vishnu
- Poorna : Lakshmi, la femme de Krishna

### Épisode 4
- Delhi Ganesh : Samanadhu
- Aditi Balan : Bhagyalakshmi alias Bhagyam
- Kumar Natarajan : Subbarayan alias Subbu
- Rohini (en) : Valambal, la femme de Samanadhu
- Karthik Krishna CS : Natarajan
- Bagavathi Perumal : chef cuisinier
- Kathadi Ramamurthy : cuisinier principal
- Jaya Swaminathan : épouse de Subbu

### Épisode 5
- Bobby Simha : Nilavan, un combattant des  LTTE
- Gautam Vasudev Menon : "Maître", le chef local des LTTE
- Sananth : Cheran, un combattant des  LTTE
- Master Tharun : le garçon qui  à perdu  son chien

### Épisode 6
- Riythvika : Anbukarasi, un inspecteur de police
- Sree Raam : jeune Arul
- Yuvasri : jeune Anbu
- Azhagam Perumal : Ganesan, un usurier
- Ramesh Thilak : Arul, le frère  d'Anbu'
- K. S. G. Venkatesh : gendarme
- Anbu Rani : gendarme

### Épisode 7
- Siddharth : Farooq alias Djinn
- Parvathy Thiruvothu : Waheeda
- Ammu Abhirami : jeune Waheeda
- Sheimour Roosevelt : Maraikkayar
- Rajesh Balachandran : Hussein Hojja
- Pavel Navageethan :  Anwar, l'amant de Waheeda
- R. Vadivelu : Jaffar

### Épisode 8
- Atharvaa : Vetri, un militaire
- Kishore : camarade, un Naxal
- Anjali (en) : Muthulakshmi
- Bava Chelladurai : policier

### Épisode 9
- Suriya : Kamal, un musicien prometteur
- Prayaga Martin : Nethra, chanteuse et amoureuse de Kamal
- Tulasi : mère de Kamal
- Aalap Raju : bassiste

## Épisodes
1. L'ennemi : Compassion[4]
2. L'été 1992 : Rires[5]
3. Le projet Agni : Émerveillement[6]
4. La ruine du riz au lait : Dégoût[7]
5. Paix[8]
6. Colères[9]
7. Rien que des faux-semblants : Peur[10]
8. Tout oser : Courage[11]
9. Au son de ma guitare : Amour[12]

## Bande son
La musique et la bande originale de la série est composée par  A. R. Rahman, Santhosh Narayanan, Sundaramurthy K. S., Rajesh Murugesan, Karthik, Ron Ethan Yohann, Govind Vasantha  et Justin Prabhakaran et ont présenté des paroles écrites par  Madhan Karky, Uma Devi et Soundararajan.